# Altair Gomes de Figueiredo
Altair Gomes de Figueiredo (22. ledna 1938, Niterói – 9. srpna 2019), známý i jako Altair, byl brazilský fotbalový obránce a reprezentant, mistr světa z šampionátu 1962 v Chile.

## Klubová kariéra
Prakticky celou kariéru strávil v klubu Fluminense FC.

## Reprezentační kariéra
V letech 1959–1966 byl členem A-týmu Brazílie (tzv. Seleção).
Zúčastnil se Mistrovství světa 1962 v Chile (zisk zlaté medaile po finálové výhře 3:1 nad týmem Československa) a Mistrovství světa 1966 v Anglii (vyřazení v základní skupině 3).